# Julie Nykiel
Julie Dawn Nykiel (ur. 13 grudnia 1958 w Glenelg) – australijska koszykarka, dwukrotna olimpijka.

## Kariera reprezentacyjna
Z reprezentacją Australii wzięła udział w igrzyskach olimpijskich Los Angeles w 1984, gdzie zajęła 5. miejsce oraz w Seulu w 1988, gdzie Australijki były 4.
Ponadto razem z reprezentacją trzykrotnie zagrała na mistrzostwach świata (w 1979, 1983 i w 1986)

## Kariera klubowa
Grała w zespole Noarlunga Tigers. Dwukrotnie (w 1984 i w 1988) została MVP Women’s National Basketball League. Karierę zakończyła w 1990.
W 2004 została wybrana do drużyny XXV-lecia WNBL.